# Teofil Bendela
Teofil Bendela (n. 8 mai 1814, Cernăuți — d. 21 iulie 1875, Franzensbad, Boemia) a fost un cleric ortodox român, care a avut rangul de arhiepiscop al Cernăuților și mitropolit al Bucovinei și Dalmației (1874-1875). Pe lângă activitatea teologică și politică, Bendela a mai activat și în domeniul fizicii.

## Biografie

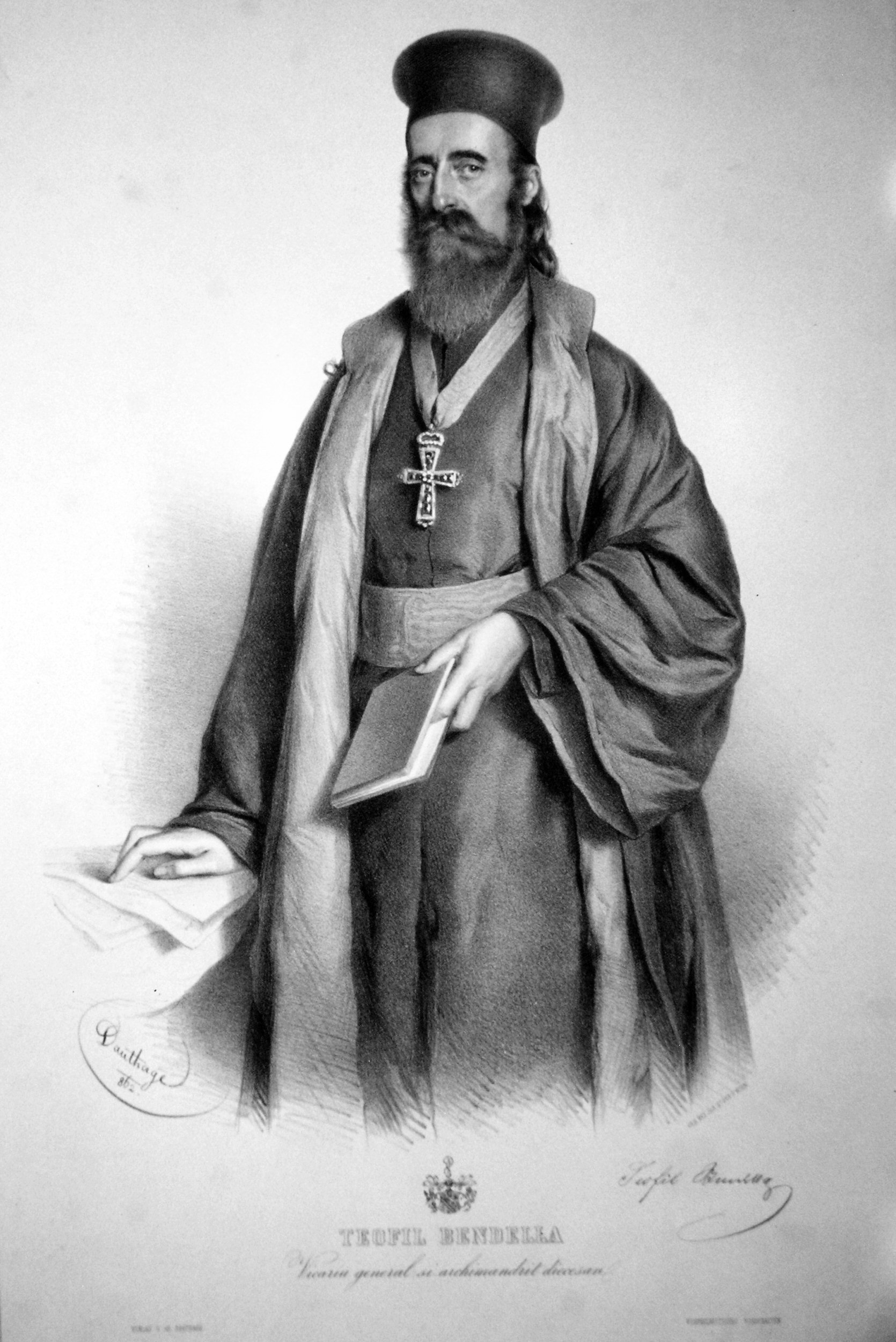
Mitropolitul Teofil

Teofil Bendela s-a născut la data de 8 mai 1814, în orașul Cernăuți. A urmat studii liceale și teologice la Cernăuți, cu rezultate excepționale. S-a călugărit în anul 1836. Este apoi trimis să-și perfecționeze studiile teologice la Universitatea din Viena (1836-1838). 
Este hirotonit ierodiacon în anul 1838, apoi activează la Seminarul clerical din Cernăuți mai întâi ca prefect de studii (1838-1840) și apoi ca rector (1840-1857). În anul 1840, este hirotonit ca ieromonah. Episcopul Eugenie Hacman îl aduce în cadrul administrației eparhiale, numindu-l în funcțiile de arhimandrit diecezan și vicar general al Episcopiei Bucovinei (1857-1873). S-a remarcat ca un cărturar și pedagog cu experiență, precum și ca luptător pentru drepturile românilor în Imperiul Habsburgic. 
După moartea la data de 31 martie/12 aprilie 1873 a mitropolitului Eugenie Hacman, arhimandritul Teofil Bendela este ales în funcția de arhiepiscop și mitropolit al Bucovinei și Dalmației. Alegerea sa a fost sprijinită de Andrei Șaguna și Procopie Ivașcovici, deoarece Bendela promisese că va uni Mitropolia Bucovinei cu Mitropolia Ardealului, pentru a forma o singură biserică românească în tot imperiul. Este hirotonit întru arhierie la Sibiu în data de 21 aprilie 1874 și instalat în scaunul mitroopolitan de la Cernăuți la 21 mai 1874. În scurta perioadă cât a condus Mitropolia Bucovinei, IPS Teofil a dat porunca de a se introduce scrierea cu litere latine în Eparhia Bucovinei.
Teofil Bendela a scris și un manual de fizică în 1852, intitulat Învăţătura elementară din fizică pentru şcoalele poporale.
Mitropolitul Teofil Bendela a trecu la cele veșnice la data de 21 iulie 1875, în localitatea Franzensbad (astăzi Františkovy Lázně), o stațiune balneoclimaterică din apropiere de Karlovy Vary (Boemia). A fost înmormântat în Capela Mitropolitană din Cernăuți.

## Volume
- Die Bucowina im Königreiche Galizien (Viena, 1845)
- Învățătura elementară din fizică pentru școalele poporale (Cernăuți, 1852)